# Lola T850
Der Lola T850 ist ein Formel-2-Rennwagen des britischen Herstellers Lola Cars, der zu Beginn der 1980er-Jahre in der Europäischen sowie in der Japanischen Formel-2-Meisterschaft eingesetzt wurde. Er ist keine Eigenkonstruktion Lolas, sondern ein in Lizenz produzierter Wagen, der von Konkurrenzunternehmen entwickelt wurde. Eine Variante des Lola T850 ist der Docking Spitzley DS1. Lola baute außerdem eine für die Formel Atlantic bestimmte Version, die als Toleman TA860 verkauft wurde.

## Entstehungsgeschichte

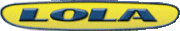
Lola Cars

Toleman

Der von Eric Broadley gegründete Rennwagenhersteller Lola Cars in Huntingdon war bis in die späten 1960er-Jahre in der Formel-2-Europameisterschaft vertreten, unter anderem mit den Modellen T100 und T102, die durch einen Werkseinsatz von BMW bekannt wurden. In den 1970er-Jahren konzentrierte sich Lola dann vornehmlich auf US-amerikanische Rennserien und bot nur noch sporadisch Fahrgestelle für die Formel 2 an, die weitgehend erfolglos waren. 1976 baute Lola vier Formel-2-Wagen vom Typ T450, von denen einer an das deutsche Team ATS Wheels geliefert wurde. Die Fahrer scheiterten mit ihm mehrfach an der Qualifikation. Der 1977 als Einzelstück gebaute Nachfolger Lola T550 war noch schlechter; er schaffte gar keine Rennteilnahme. Mit ihm endeten zunächst Lolas Formel-2-Ambitionen.
Nach mehrjähriger Pause kehrte Lola zu Beginn der Saison 1981 mit dem T850 in die Formel 2 zurück. Er hat seinen Ursprung in einer zwei Jahre alten Konstruktion des Lola-Konkurrenten Ralt. Seine Basis ist der Ralt RT2, der in der Formel-2-Europameisterschaft 1979 exklusiv beim britischen Toleman-Team gelaufen war. Für die Saison 1980 hatte der Toleman-Ingenieur Rory Byrne den Ralt RT2 zum Toleman TG280 weiterentwickelt; mit ihm gewann Brian Henton in diesem Jahr den Meistertitel. Im folgenden Jahr stieg Toleman in die Formel 1 auf. Die alten TG280 wurden an Fahrer wie Jim Crawford und Jo Gartner verkauft, die sie bis 1983 mit mäßigem Erfolg einsetzten. Das Interesse an den Autos war so groß, dass sich Toleman Ende 1980 für die Produktion weiterer Kundenfahrzeuge entschied. Weil Toleman aber neben dem Formel-1-Engagement keine Kapazitäten für den Bau von Formel-2-Kundenautos hatte, wurde Lola mit dem Bau dieser neuen Kunden-TG280 beauftragt. Lola legte eine Serie von 10 Fahrzeugen auf und verkaufte sie unter eigenem Namen als Lola T850 an europäische und japanische Formel-2-Teams.
Nach dem Abverkauf der Autos setzte Lola das Formel-2-Engagement nicht fort. Damit war der T850 der letzte Formel-2-Wagen, der den Namen Lola trug. Erst mit der Einführung der Nachfolgeserie Formel 3000 im Frühjahr 1985 erschien mit dem T950 wieder ein Lola-Auto in der Klasse unterhalb der Formel 1.

## Modellbezeichnung
Die Modellbezeichnung folgt der seinerzeit bei Lola üblichen Nomenklatur: Die letzten beiden Ziffern stehen als Code für die Rennserie, für die das jeweilige Modell konstruiert wurde – hier: 50 für die Formeln 2 und 3000 –, während die erste Ziffer für die Generation innerhalb dieser Gruppe steht. Demnach ist der 850 das achte Modell, das Lola für die Formel 2 konstruierte. Das ist allerdings insoweit unrichtig, als es einen Sprung vom 550 auf den 850 gibt: Formel-2-Autos mit den Bezeichnungen Lola 650 und 750 gibt es nicht.

## Technik
Die Konstruktion des Lola T850 ist weitestgehend identisch mit der des Toleman TG280 von 1981. Das Auto hat ein Monocoque aus Aluminiumblechen. Vorn und hinten ist eine Doppelquerlenkerachse eingebaut, hinten mit Auslegern. Der Radstand beträgt 2514 mm, die Gesamtlänge des Autos liegt bei 4191 mm. Die vordere Spur misst 1473, die hintere 1422 mm. Die Autos konnten – wie schon der TG280 – mit Hart-420R-Motoren ausgerüstet werden; daneben war aber auch der Einsatz von BMW-Motoren möglich.

## Der Lola T850 in der Europäischen Formel-2-Meisterschaft
Die Europäische Formel-2-Saison 1981 war von der Dominanz der Werksteams von March, Maurer und Ralt geprägt. Mit Project Four und Toleman hatten zum Jahreswechsel 1980/81 zwei professionell organisierte und erfolgreiche Privatteams die Formel-2-Europameisterschaft verlassen. Die bisherigen Mittelfeldteams gewannen dadurch an Bedeutung. Mit Docking Spitzley und Sanremo Racing wurden zwei von ihnen 1981 Kunden des Lola T850. Während der Wagen 1981 einzelne Podiumsplätze erreichen konnte, spielte er 1982 schon keine wesentliche Rolle mehr, und 1983 kam er nur noch als Lückenfüller zum Einsatz.

### Docking Spitzley Racing

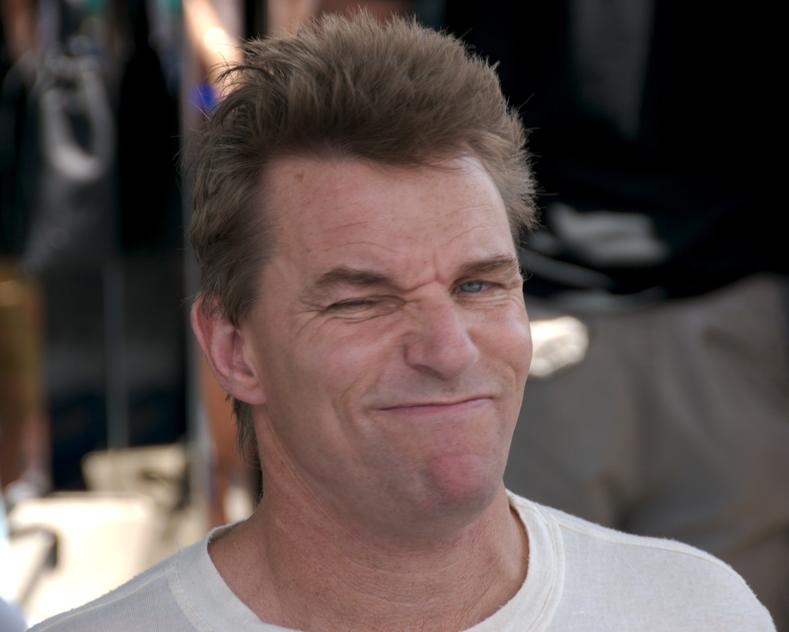
Bester Fahrer eines Lola T850 in der Saison 1981: Stefan Johansson

An Tolemans bisherige Rolle knüpfte das britische Team Docking Spitzley Racing an, das 1980 noch zwei Toleman TG280 als Kundenautos gemeldet hatte. Docking Spitzley übernahm für die Saison 1981 drei Lola T850 für Stefan Johansson, Kenny Acheson und – in der zweiten Saisonhälfte – auch für Ricardo Londoño-Bridge. Das Team erhielt die Autos erst fünf Tage vor dem ersten Rennen des Jahres und konnte sich kaum auf den Saisonauftakt vorbereiten. Docking Spitzley brachte die T850 durchgängig mit Hart-Motoren an den Start. Nach einem schlechten Debüt in Silverstone gewann Johansson dann aber den zweiten Meisterschaftslauf auf dem Hockenheimring; außerdem siegte er beim letzten Saisonrennen im schwedischen Mantorp Park. Mit dem zweiten Platz in Rom und einigen weiteren Platzierungen in den Punkterängen kam Johansson am Ende auf Rang vier der Meisterschaft hinter Geoff Lees im Werks-Ralt, Thierry Boutsen im Werks-March und Eje Elgh im Maurer. Damit war er der beste Fahrer eines Kundenteams. Acheson wurde 15., Londoño-Bridge erzielte keine Meisterschaftspunkte.
Für die Saison 1982 überarbeitete Docking Spitzley den Lola T850 in Details. Die Wagen wurden 1982 daraufhin nicht mehr als Lola, sondern als Docking Spitzley DS1 gemeldet.

### Sanremo Racing
Das italienische Sanremo-Team, das dem ehemaligen Rennfahrer Alberto Colombo gehörte, übernahm für die Saison 1981 einen Lola T850 für Guido Pardini. Carlo Rossi, der zweite Pilot des Teams, fuhr dagegen einen gebrauchten Toleman TG280 von 1980. Beide Autos waren mit BMW-Motoren von Heidegger ausgerüstet. Pardini erzielte im Lola T850 deutlich schlechtere Leistungen als sein Teamkollege: Während Rossi im alten TG280 je einmal Vierter, Fünfter und Sechster wurde und die Meisterschaft auf Rang 13 beendete, schied Pardini sechsmal aus und erzielte als bestes Ergebnis einen siebten Platz in Rom.
1982 behielt Sanremo Racing die Kombination aus einem – inzwischen zwei Jahre alten – Toleman TG280 und einem Lola T850 bei. Den T850 mit Hart-Motor fuhr zunächst Eddy Bianchi, der amtierende Meister der Italienischen Formel 3, der in diesem Jahr bei Sanremo in der Formel 2 debütierte. Sein bestes Rennergebnis war Platz 8 im britischen Thruxton. Nach diesem Rennen musste er aus finanziellen Gründen sein Motorsportengagement beenden. Den Lola T850 übernahm daraufhin sein Teamkollege Roberto Del Castello, der bis dahin den alten Toleman TG280 gefahren war. Del Castello stellte den T850 auf einen BMW-Motor um. Mit dieser Kombination kam er im weiteren Verlauf der Saison nicht mehr in den Punkterängen ins Ziel.
1983 startete Sanremo aus finanziellen Gründen verspätet in die neue Saison. Der nunmehr drei Jahre alte Toleman TG280 und der zwei Jahre alte Lola T850 waren Lückenfüller für die ersten Rennen, bis das Team auf zwei neue March 832 zurückgreifen konnte. Guido Daccò fuhr den Lola T850 mit BMW-Motor in den ersten drei Rennen des Teams und wurde mit ihm in Rom noch einmal Sechster. Das war der letzte Punkterang, den ein T850 erreichte.

### Formel Rennsport Club
Der Lola T850-06 ging 1981 an den Schweizer Formel Rennsport Club, der ihn für den Luzerner Rennfahrer Fredy Schnarwiler meldete. Schnarwiler fuhr das Auto mit Hart-Motor. Er ging bei acht Rennen der Saison 1981 an den Start. Bei drei Läufen fiel er aus, fünfmal kam er ins Ziel. Seine beste Position war der siebte Rang beim Großen Preis von Pau.
1982 meldete Schnarwiler meldete den T850 zu den ersten beiden Meisterschaftsläufen, startete aber nur beim Auftaktrennen in Silverstone. Hier fiel er nach vier Runden wegen eines technischen Defekts aus. Zum anschließenden Rennen auf dem Hockenheimring gab es noch eine Meldung, Schnarwiler startete aber nicht. Damit endete zunächst sein Formel-2-Engagement. Zum letzten Rennen des Jahres in Misano trat er noch einmal an, fuhr dabei allerdings einen aktuellen March 822.

## Docking Spitzley DS1
Für die Saison 1982 ließ Docking Spitzley die T850 in Details überarbeiten. Das betraf sowohl die Radaufhängungen als auch die Aerodynamik. Verantwortliche Ingenieure waren Frank Dernie und Pat Symonds, die in erster Linie an Tolemans Formel-1-Wagen arbeiteten. Die Wagen gingen wie im Vorjahr mit Hart-Motoren an den Start; Fahrer waren Thierry Tassin und Carlo Rossi.
Das Auftaktrennen beendete Tassin als Zweiter, wurde aber nachträglich wegen Regelwidrigkeit der seitlichen Schützen disqualifiziert. Zwei Wochen später kam Tassin auf dem Hockenheimring als Sechster ins Ziel; das war das einzige Rennen dieses Jahres, das er in den Punkterängen beendete. Bei der zweiten Auflage des Grand Prix de Formule 2 Belgique in Spa-Francorchamps, der bei teilweise starkem Regen stattfand, kamen beide Fahrer von der Strecke ab. Tassin war zuvor Dritter gewesen, Rossi Sechster. Bei den Unfällen wurden beide Autos so stark beschädigt, dass das Team den anschließenden Meisterschaftslauf auf dem Hockenheimring ausfallen lassen musste. Beim nächsten Rennen auf dem Thruxton Circuit war nur Tassins DS1 wieder aufgebaut; Rossi hingegen fuhr einen alten Toleman TG280. Das elfte Saisonrennen in Schweden ließ das Team – wie einige Konkurrenten auch – wegen der langen Anreise aus. Beim letzten Meisterschaftslauf meldete Docking Spitzley noch einmal beide Piloten mit dem DS1, Tassin verpasste allerdings die Qualifikation. Nach dem Ende der Saison gab das Docking-Spitzley-Team, das während des gesamten Jahres an finanziellen Schwierigkeiten gelitten hatte, das Formel-2-Engagement auf.

## Der Lola T850 in der Japanischen Formel-2-Meisterschaft

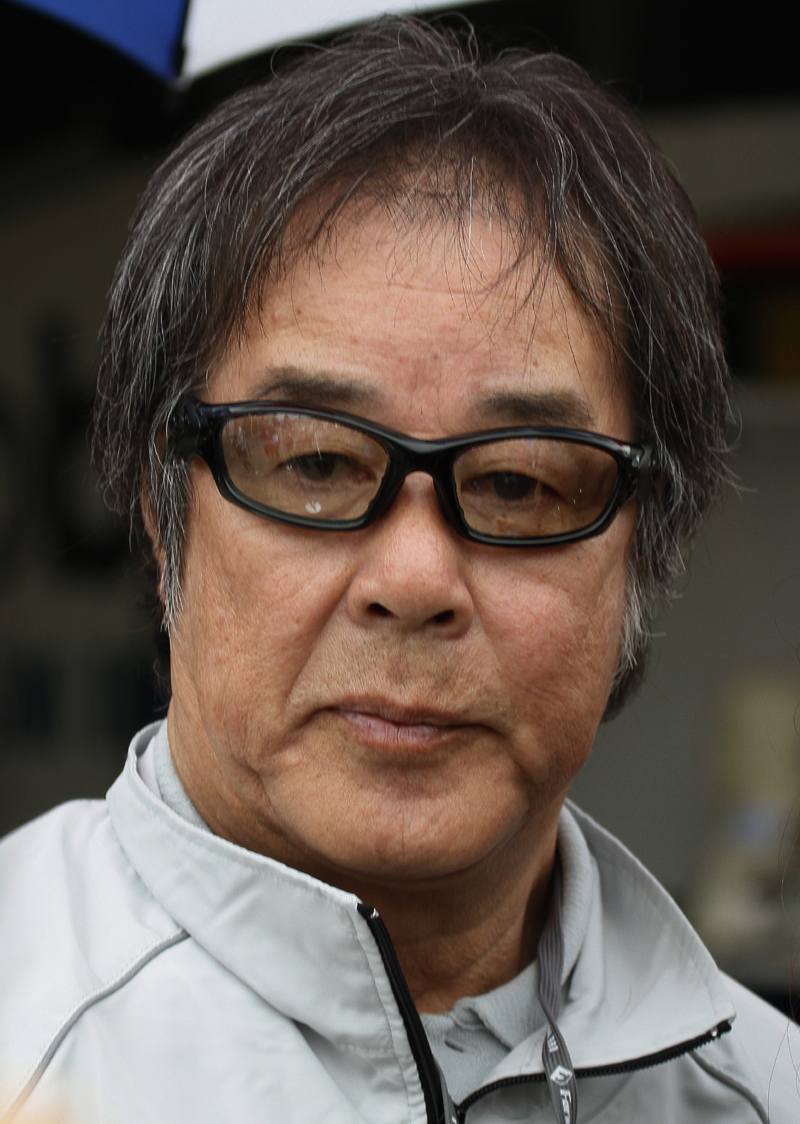
Kazuyoshi Hoshino

In Japan konnte Lola wider Erwarten nur zwei T850 absetzen.
Die Heroes Racing Corporation setzte einen Wagen mit BMW-Motor 1981 und 1982 für Kazuyoshi Hoshino in der Japanischen Formel-2-Meisterschaft ein. In der ersten Saison, die von zeitgenössischen March-Modellen und leistungsstarken Honda-Motoren dominiert wurde, gelang Hoshino ein Sieg und ein zweiter Platz, sodass er 1981 in der Gesamtwertung Vizemeister wurde. Hoshino begann die Saison 1982 erneut mit dem T850. Nach einem dritten Platz im Auftaktrennen und zwei anschließenden Ausfällen wechselte er im Sommer 1982 auf einen aktuellen March 822, mit dem er den vierten Meisterschaftslauf gewann. Den T850 gab Heroes Racing für die letzten beiden Rennen an Toshio Suzuki, der einmal ausfiel und einmal Neunter wurde.
Nach mehr als eineinhalbjähriger Unterbrechung erschienen im letzten Rennen der Saison 1984 in Suzuka noch einmal zwei Lola T850. Beide hatten von Toda Racing getunte BMW-Motoren. Ein Auto meldete Gear Racing für Norimasa Sakamoto, der als 14. und Letzter ins Ziel kam. Den zweiten T850 brachte Maribu Motorsport Club für Hironobu Tatsumi an den Start. Tatsumi war der erste Fahrer des Rennens, der ausfiel.

## Toleman TA860/Lola T860
Mit Blick auf den nordamerikanischen Markt baute Lola eine an die Formel Atlantic angepasste Version des T850. Das Auto wurde werksintern als Lola T860 bezeichnet, wurde aber unter dem Namen Toleman TA860 vermarktet. Wider Erwarten war diese Version nicht erfolgreich; Lola verkaufte lediglich zwei Autos.

### USA
Der erste TA860 (Fahrgestellnummer HU1) wurde im Juni 1981 an den US-amerikanischen Lola-Vertreter Carl Haas geliefert. Jacques Villeneuve senior testete den Wagen, übernahm ihn aber nicht für die laufenden Wettbewerbe. Das Renndebüt des TA860 fand erst mehr als ein Jahr später bei einem Formel-Atlantic-Rennen in Road America statt, wo ihn der venezolanische Rennfahrer Juan Cochesa mit Ford-BDN-Motor meldete. Im Qualifying belegte Cochesa den letzten Platz; das Rennen beendete er als 17. Danach gab Cochesa den TA860 auf. 1985 meldete ihn Peter Heckmann zu vier von sechs Läufen der Formula Atlantic Championship Ost. Seine beste Position war Platz fünf beim vorletzten Meisterschaftslauf auf dem St. Louis International Raceway. In der Gesamtwertung belegte Heckmann mit 22 Punkten den gleichrangigen zehnten Platz. Danach gab es keine Renneinsätze dieses TA860 mehr.

### Australien
Der zweite TA860 (Fahrgestellnummer HU2) ging an den australischen Rennfahrer Peter Williamson. Er setzte ihn von November 1981 bis 1984 in der australischen Formula-Pacific-Meisterschaft ein, die ab 1982 Australische Formel-1-Meisterschaft hieß und deren Reglement dem der amerikanischen Formula Atlantic entsprach. In dieser Version hatte der TA860 einen Toyota-Motor. Williamson debütierte mit dem Wagen im November 1981 auf dem Calder Park Raceway beim Großen Preis von Australien. Nach einem Unfall in der 15. Runde musste er das Rennen beenden. Bei dem zweiten Einsatz des TA860 auf dem Oran Park Raceway im April 1982 verunglückte Williamson erneut. Das Auto wurde dabei so schwer beschädigt, dass der T860 unter Verwendung eines neuen Chassis neu aufgebaut werden musste und für den Rest des Jahres nicht einsetzbar war. 1983 bestritt Williamson mit dem renovierten TA860 vier von sechs Läufen der Australischen Formel-1-Meisterschaft 1983. Sein bestes Ergebnis war der vierte Platz beim Rennen in Lakeside. In der folgenden Saison gab es noch einige Meldungen, aber keine Rennteilnahmen mehr.

## Rennergebnisse in der Formel-2-Europameisterschaft

### Lola T850
| Saison                        | Team                   | Fahrer | 1   | 2   | 3   | 4   | 5   | 6   | 7   | 8   | 9   | 10  | 11  | 12 | 13 | Punkte | Rang |
| ----------------------------- | ---------------------- | ------ | --- | --- | --- | --- | --- | --- | --- | --- | --- | --- | --- | -- | -- | ------ | ---- |
| 1981                          |                        |        |     |     |     |     |     |     |     |     |     |     |     |    |    |        |      |
| Docking Spitzley Team Toleman | Stefan Johansson       | 9      | 1   | 7   | 4   | 2   | DNF | 8   | DNF | 14  | 4   | 9   | 1   |    | 30 | 4.     |      |
| Docking Spitzley Team Toleman | Kenny Acheson          | 19     | DNF | DNF | 6   | 10  | 15  | DNF | DNA | DNA |     | DNA | 3   |    | 5  | 15.    |      |
| Docking Spitzley Team Toleman | Ricardo Londoño-Bridge |        |     |     |     |     |     | 9   | DNF | DNF | DNS | DNA |     |    | 0  | –      |      |
| Sanremo Racing                | Guido Pardini          |        | DNF | DNF | 9   | 7   | 12  | DNS | DNF | DNF | 13  | DNF | DNA |    | 0  | –      |      |
| Formel Rennsport Club         | Fredy Schnarwiler      | 15     | 12  | 9   | DNA | DNF | DNF |     | 7   | DNF | 16  | DNA | DNA |    | 0  | –      |      |
| 1982                          |                        |        |     |     |     |     |     |     |     |     |     |     |     |    |    |        |      |
| Sanremo Racing                | Eddy Bianchi           | DNF    | 14  | 8   |     |     |     |     |     |     |     |     |     |    | 0  | –      |      |
| Sanremo Racing                | Roberto Del Castello   |        |     |     | DNS | DNF | 10  | DNF | 14  | DNF |     | 10  | 9   | 11 | 3  | 16     |      |
| Formel Rennsport Club         | Fredy Schnarwiler      | DNF    | DNS |     |     |     |     |     |     |     |     |     |     |    | 0  | –      |      |
| 1983                          |                        |        |     |     |     |     |     |     |     |     |     |     |     |    |    |        |      |
| Sanremo Racing                | Guido Daccò            |        |     |     | DNF | 6   | DNF |     |     |     |     |     |     |    | 4  | 13     |      |

### Docking Spitzley DS1
| Saison                  | Team           | Fahrer | 1   | 2   | 3  | 4   | 5   | 6   | 7   | 8 | 9 | 10 | 11  | 12  | 13 | Punkte | Rang |
| ----------------------- | -------------- | ------ | --- | --- | -- | --- | --- | --- | --- | - | - | -- | --- | --- | -- | ------ | ---- |
| 1982                    |                |        |     |     |    |     |     |     |     |   |   |    |     |     |    |        |      |
| Docking Spitzley Racing | Carlo Rossi    | DNF    | DNF | DNF | 12 | DNF | DNQ | DNQ | DNF |   |   |    | DNF | 12  | 0  | –      |      |
| Docking Spitzley Racing | Thierry Tassin | DSQ    | 6   | DNF | 18 | 9   | DNF | DNF | DNF |   |   |    |     | DNQ | 1  | 17     |      |